# Zecchino d'Oro
El Zecchino d'Oro és un festival internacional de cançons infantils, que promou la producció de cançons per a nens, artísticament vàlides i inspirades en ideals ètics, cívics i socials. Es produeix tots els anys des de 1959 i està transmès pel canal de televisió italiana Rai. Els dos primers festivals es van realitzar a la ciutat de Milà (Itàlia).

## Història

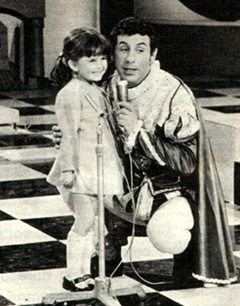
Cino Tortorella l'any 1968

La idea d'un espectacle per a nens que promogués la música, es va deure a Niny Comolli. Comolli va pensar en una espècia de Festival de Sanremo per a nens, la primera transmissió per ràdio es va realitzar el 24 de setembre de 1959.
Comolli va estructurar la primera edició del Zecchino d'Oro, com si fos una successió de moments que recorden -amb lliure interpretació- la història de Pinotxo, fins al moment en què es feia reviure el naixement de l'arbre de les monedes d'or (zecchini d'oro), d'aquí el nom donat al festival. Des de 1963 és el «Piccolo Coro del Antoniano» fundat per Mariele Ventre, qui acompanya els petits solistes participants. El 1976 l'esdeveniment es torna internacional. A cada edició participen 7 cançons italianes i 7 cançons estrangeres que en moltes ocasions s'inspiren en totes les faules del món i de la música, amb nous i suggeridors ritmes i sons. Des de 1991, l'esdeveniment es va unir al missatge de fraternitat a les seves cançons i es va posar en marxa una subscripció per a una iniciativa concreta per als nens en dificultats, la Fiore della Solidarietà (Flor de la solidaritat).